# Patrick Sanders
Sir Patrick Nicholas Yardley Monrad Sanders (né le 6 avril 1966), est un officier supérieur de l'armée britannique, chef d'état-major général de 13 juin 2022 au 15 juin 2024.

## Jeunesse et éducation
Né en 1966 à Tidworth dans le Wiltshire, il fait ses études à Worth School, puis un pensionnat privé pour garçons rattaché à l'abbaye bénédictine de Worth, avant de poursuivre ses études à l'université d'Exeter puis à l'université de Cranfield.

## Carrière militaire
Après s'être engagé dans le Royal Green Jackets le 23 septembre 1984, il sert comme officier subalterne en Irlande du Nord pendant les troubles, puis entreprend des tournées au Kosovo en 1999 et en Bosnie-Herzégovine en 2001. Il devient chef d'état-major de la 1re brigade mécanisée en 2002, puis est commandant du 2e bataillon du Royal Green Jackets en 2005. Dans ce dernier poste, il gère la transition de son bataillon pour devenir le 4e bataillon The Rifles, avant de participer à l'action avec son bataillon lors du siège des bases britanniques à Bassorah en 2007 pendant la guerre d'Irak. Le 25 juillet 2008, il est nommé dans l'ordre du Service distingué (DSO) "en reconnaissance des services vaillants et distingués en Irak pendant la période du 1er octobre 2007 au 31 mars 2008".
Nommé commandant de la 20e brigade blindée en août 2009, il commande la force opérationnelle Helmand en Afghanistan en octobre 2011. Le 28 septembre 2012, il est ensuite nommé commandeur de l'ordre de l'Empire britannique (CBE) "en reconnaissance des services vaillants et distingués en Afghanistan pendant la période du 1er octobre 2011 au 31 mars 2012". Officier de liaison du chef d'état-major de la Défense auprès des chefs d'état-major interarmées des États-Unis en 2012, il est promu chef d'état-major adjoint de la Défense (opérations) en mars 2013. Il est attaché aux réunions Cobra du Premier ministre sur la crise des inondations de 2014.

### Officier général
Commandant de la 3e division en avril 2015, puis commandant de l'armée de campagne en décembre 2016, il est promu lieutenant général. Sanders est nommé colonel commandant et président de l'Honourable Artillery Company le 31 janvier 2019, en succession du général sir Richard Barrons, promu ensuite général le 6 mai 2019 et nommé commandant du Commandement des forces interarmées; le Commandement des forces interarmées est renommé Commandement stratégique le 9 décembre 2019.

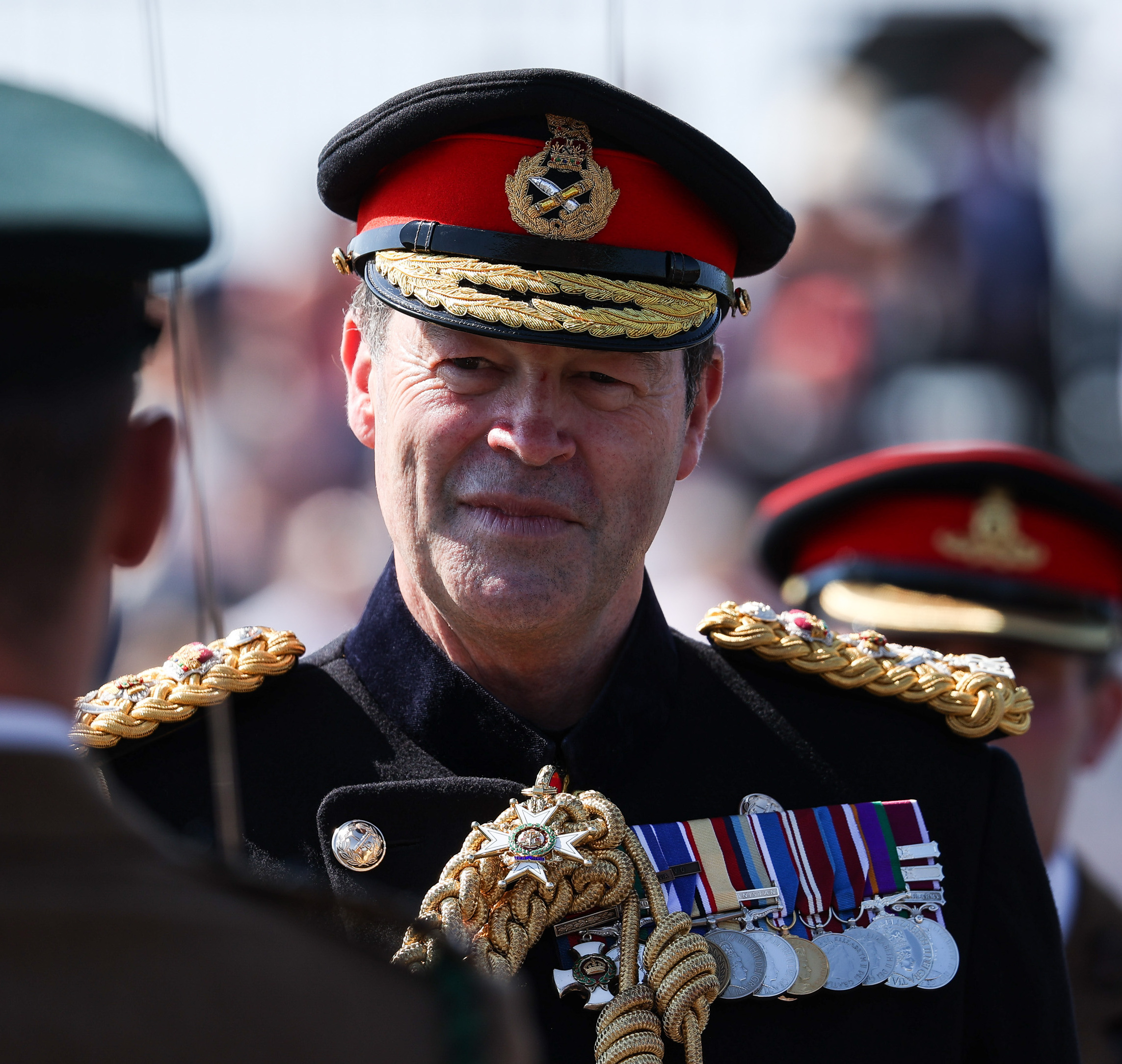
Général Patrick Sanders en 2022.

Nommé chevalier commandeur dans l'ordre du Bain (KCB) lors des honneurs du Nouvel An 2020, il est le candidat préféré du ministère de la Défense pour succéder au général sir Nick Carter au poste de chef d'état-major de la Défense en 2021, en raison de son expertise en cybercapacité, mais le Premier ministre Boris Johnson choisit plutôt l'amiral sir Tony Radakin,.
À la suite de l'annonce officielle de février 2022, Sanders est le chef d'état-major général depuis juin 2022.
En mai 2023, Sanders participe à la procession royale lors du couronnement de Charles III et Camilla portant le sceptre de la reine. Il est aussi chevalier du Tastevin en Bourgogne.

## Décorations

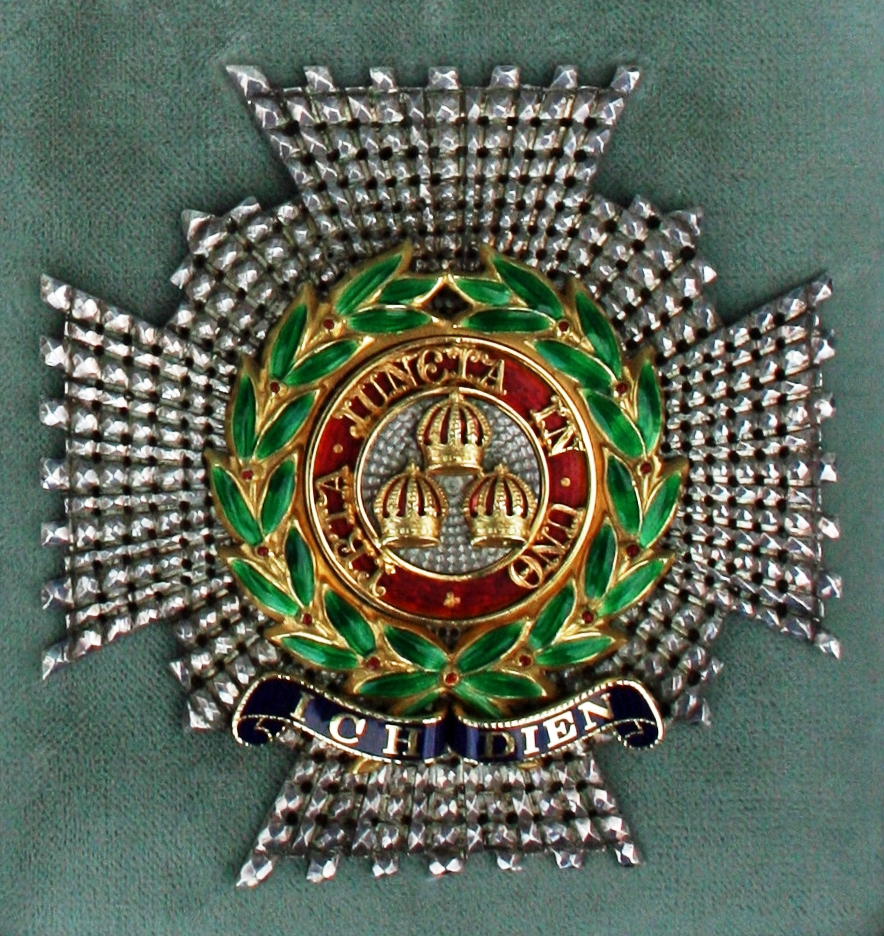
Chevalier commandeur du Bain

### Britanniques
- Chevalier commandeur de l'ordre du Bain
- Commandeur de l'ordre de l'Empire britannique
- Distinguished Service Order
- Médaille du service général (en)
- Médaille de l'Irak (en)
- Médaille du service opérationnel pour l'Afghanistan (en)
- Médaille du jubilé de diamant d'Élisabeth II
- Médaille du jubilé d'or d'Élisabeth II
- Médaille du jubilé de platine d'Élisabeth II
- Médaille du couronnement de Charles III
- Médaille du service de campagne accumulé (en)
- Médaille pour longs services et bonne conduite (en)

### Étrangères
- Commandeur de la Legion of Merit (États-Unis)
- Médaille de service en Afghanistan, avec agrafes (OTAN).
- Médaille de l'OTAN pour le Kosovo.